# Голубинська сільська рада (Свалявський район)
| Голубинська сільська рада — орган місцевого самоврядування у Свалявському районі Закарпатської області з адміністративним центром у с. Голубине. Сільській раді підпорядковані населені пункти: - с. Голубине |

## Склад ради
Рада складається з 20 депутатів та голови.

## Керівний склад сільської ради
| ПІБ                        | Основні відомості                                                               | Дата обрання | Дата звільнення |
| -------------------------- | ------------------------------------------------------------------------------- | ------------ | --------------- |
| Капустей Михайло Дмитрович | Сільський голова, 1975 року народження, освіта, безпартійний                    | 26.03.2006   | 31.10.2010      |
| Капустей Михайло Дмитрович | Сільський голова, 1975 року народження, освіта середня спеціальна, безпартійний | 31.10.2010   |                 |

Примітка: таблиця складена за даними джерела

## Населення
Згідно з переписом УРСР 1989 року чисельність наявного населення сільської ради становила 4082 особи, з яких 1978 чоловіків та 2104 жінки.
За переписом населення України 2001 року в сільській раді мешкали 2694 особи.

### Мова
Розподіл населення за рідною мовою за даними перепису 2001 року:
| Мова       | Відсоток |
| ---------- | -------- |
| українська | 98,85 %  |
| російська  | 0,79 %   |
| угорська   | 0,18 %   |
| польська   | 0,07 %   |
| словацька  | 0,07 %   |
| білоруська | 0,04 %   |